# Cape Spear
Cape Spear (Frans: Cap d'Espoir) is een kaap van het Canadese eiland Newfoundland. Cape Spear is zowel het oostelijkste punt van Canada als van Noord-Amerika (exclusief Groenland). 
De kaap maakt deel uit van het schiereiland Avalon en bevindt zich op het grondgebied van St. John's, de hoofdstad van de provincie Newfoundland en Labrador.

## Toponymie
De naam "Cape Spear" vindt zijn oorsprong in het Portugese Cabo da Esperança ("Kaap van Hoop"). Deze naam werd later verfranst tot Cap d'Espoir, wat tot op heden de Franstalige naam van de kaap is. De Engelse naam "Spear" is een verbastering van het Franse "Espoir".

## Geschiedenis
Bovenop de kliffen van de kaap bevindt zich sinds 1836 de vuurtoren van Cape Spear. In 1878 werd er ook een misthoorn geïnstalleerd. Tijdens de Tweede Wereldoorlog werden er kustbatterijen op Cape Spear geplaatst om de konvooiroute tussen Europa en Noord-Amerika alsmede de toegang tot de haven van St. John's te beschermen.
De vuurtoren is hersteld in de staat van 1835-40 en staat als National Historic Site onder het beheer van Parks Canada. Er is nog een tweede vuurtoren die gebouwd werd in 1955.

## Galerij

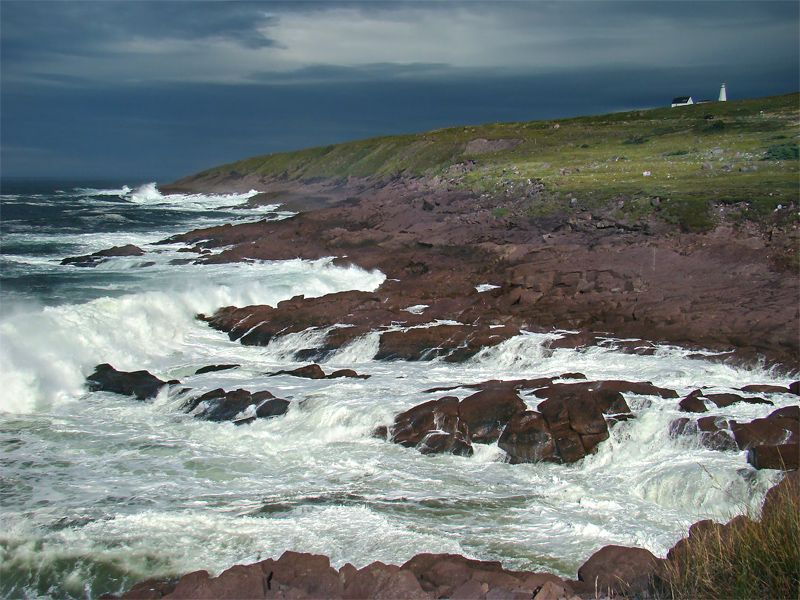
Zicht op de ruwe wateren voor Cape Spear
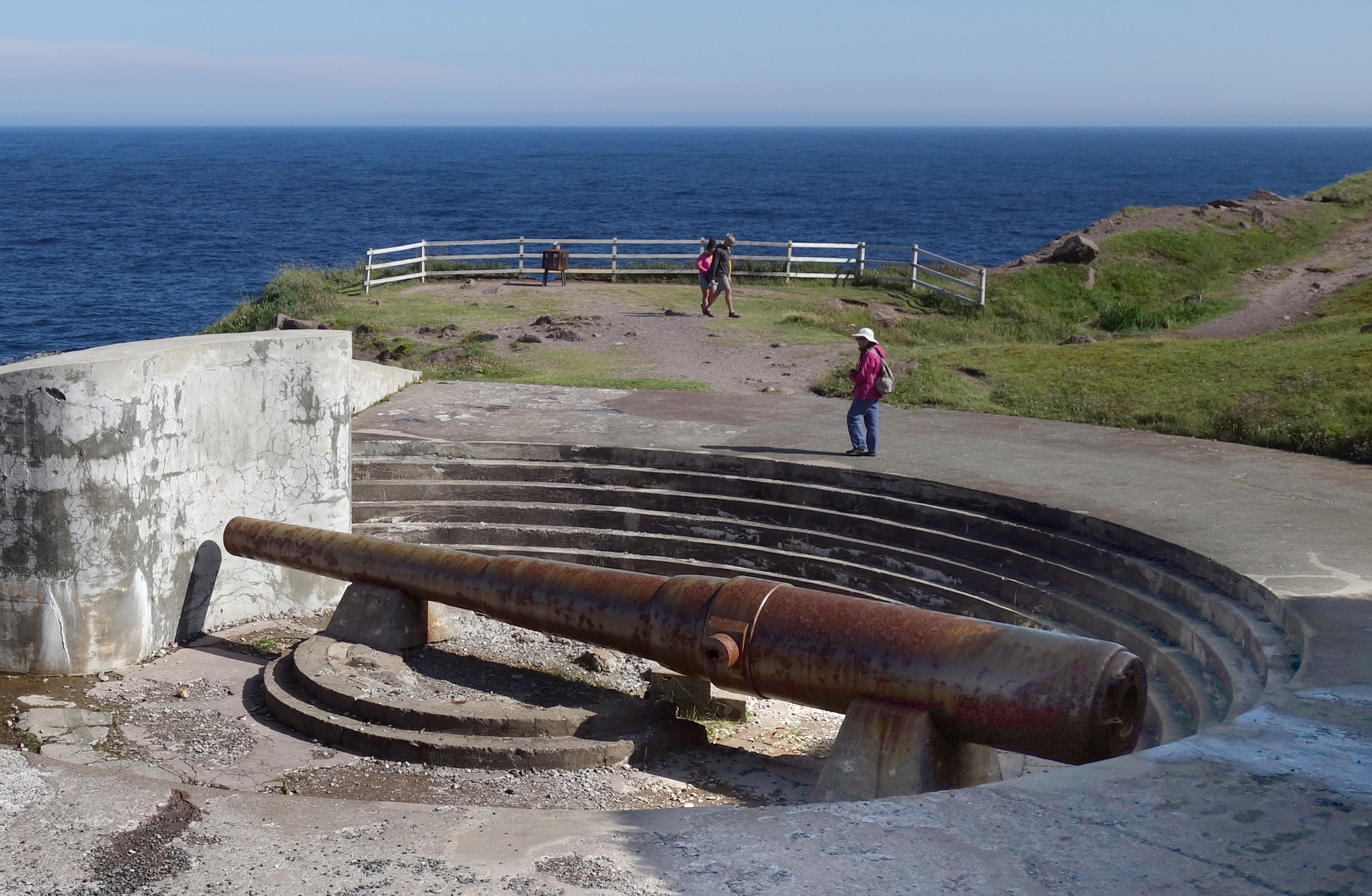
Batterij uit de Tweede Wereldoorlog
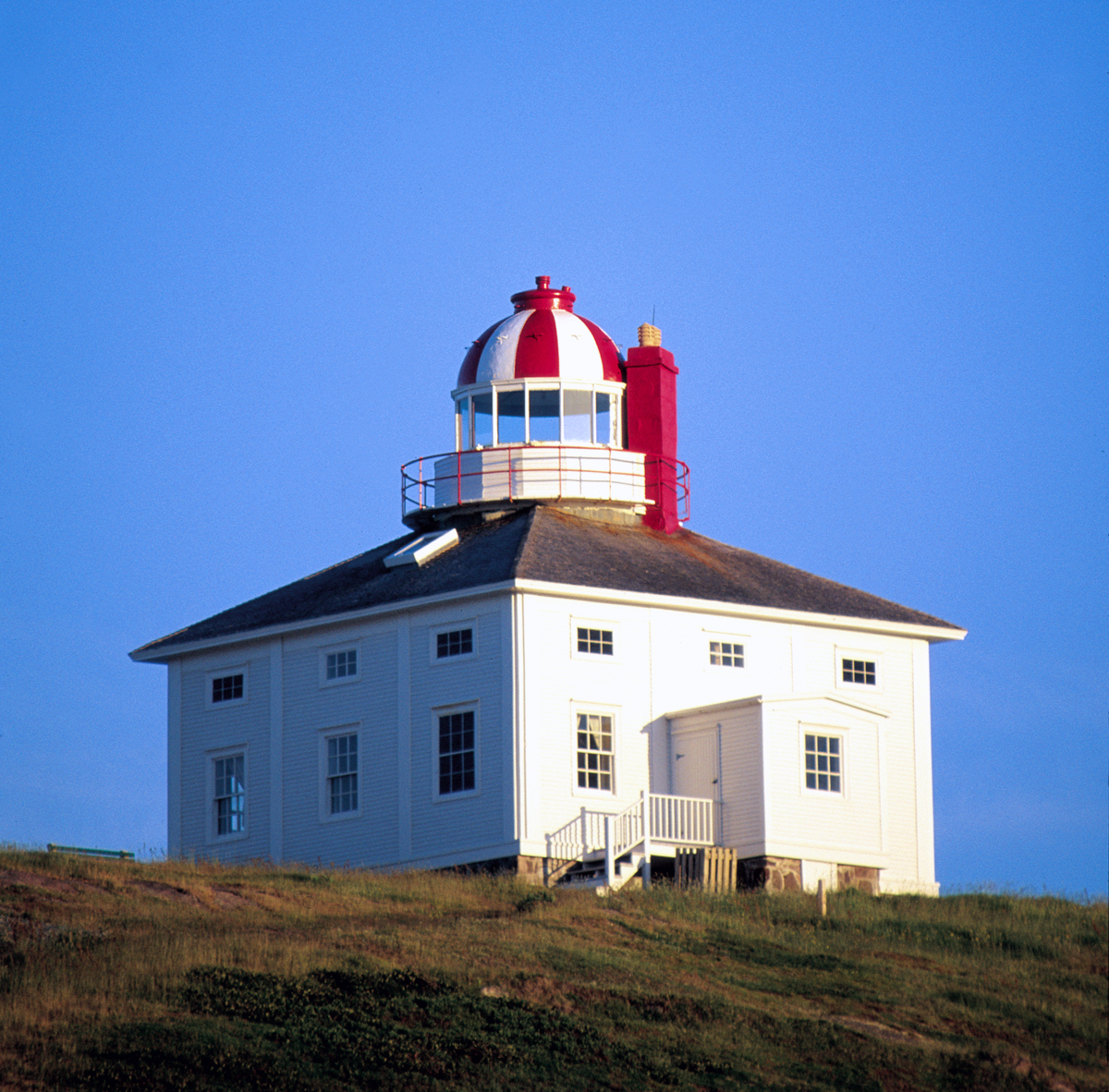
De 19e-eeuwse vuurtoren van Cape Spear
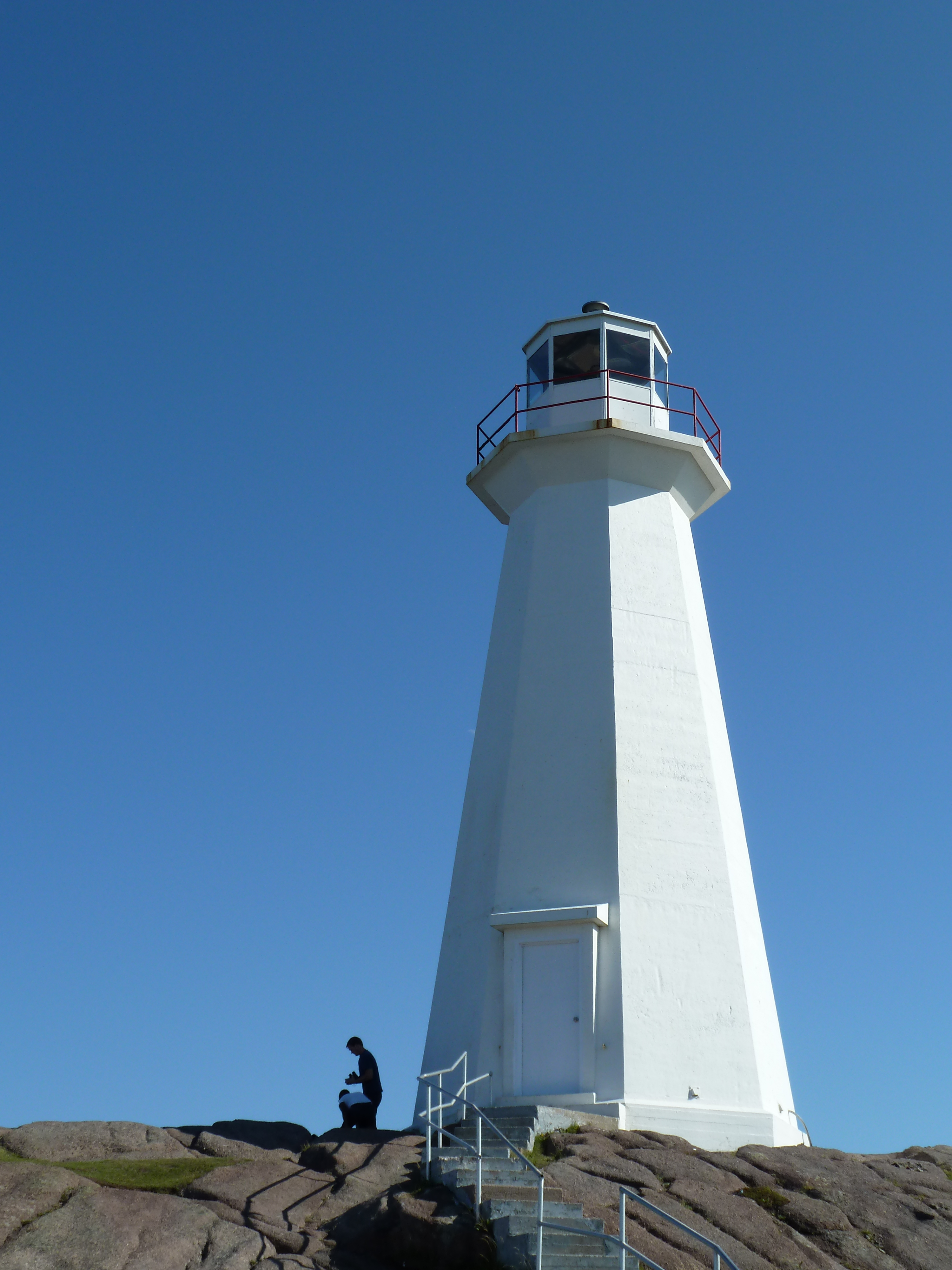
Moderne vuurtoren van Cape Spear (gebouwd in 1955)